# Painel
Painel est une ville brésilienne de l'intérieur l'État de Santa Catarina.

## Géographie
Painel se situe à une latitude 27° 55′ 44″ sud et à une longitude de 50° 06′ 18″ ouest, à une altitude de 1 144 mètres.
Sa population était de 2 353 habitants au recensement de 2010. La municipalité s'étend sur 742 km2.
Elle fait partie de la microrégion de Campos de Lages, dans la mésoregion Serrana de Santa Catarina.

## Villes voisines
Painel est voisine des municipalités (municípios) suivantes :
- Lages
- Bocaina do Sul
- Rio Rufino
- Urupema
- São Joaquim